# Algérie aux Jeux olympiques d'été de 1984
L'équipe olympique d'Algérie  participe aux Jeux olympiques d'été de 1984 à Los Angeles  États-Unis. Elle y remporte deux médailles : deux en bronze, se situant à la quarante-deuxième place des nations au tableau des médailles. Le handballeur Abdelkrim Bendjemil est le porte-drapeau d'une délégation algérienne comptant 33 sportifs dont 15 pour la seule équipe masculine de handball.
Les deux médailles (en bronze) ont été remportées en boxe par Mustapha Moussa et par Mohamed Zaoui.